# The Fiction We Live
The Fiction We Live è il secondo album in studio del gruppo musicale degli From Autumn to Ashes, pubblicato il 9 settembre 2003 dall'etichetta discografica Vagrant Records.
Questo album vede di nuovo la collaborazione con la cantante Melanie Wills dei One True Thing, e si caratterizza per il sound duro accostato a parti più melodiche con l'utilizzo della chitarra classica.
In questo album sono presenti le due canzoni probabilmente di maggior successo del gruppo, The After Dinner Payback e Milligram Smile.

## Tracce
Tutte le tracce di Gross, Mark, Perri.
1. The After Dinner Payback - 2:51
2. Lilacs & Lolita - 2:42
3. No Trivia - 4:08
4. Milligram Smile - 3:35
5. The Second Wrong Makes You Feel Right - 4:58
6. Every Reason To - 2:53
7. Autumn's Monologue - 4:33
8. Alive Out of Habit - 4:57
9. All I Taste Today Is What's Her Name - 3:37
10. The Fiction We Live - 1:18
11. I'm the Best at Ruining My Life - 4:23

## Formazione
- Benjamin Perri - voce
- Brian Deneeve - chitarra
- Scott Gross - chitarra
- Mike Pilato - basso
- Francis Mark - batteria, voce